# Oratorium St-Guirec

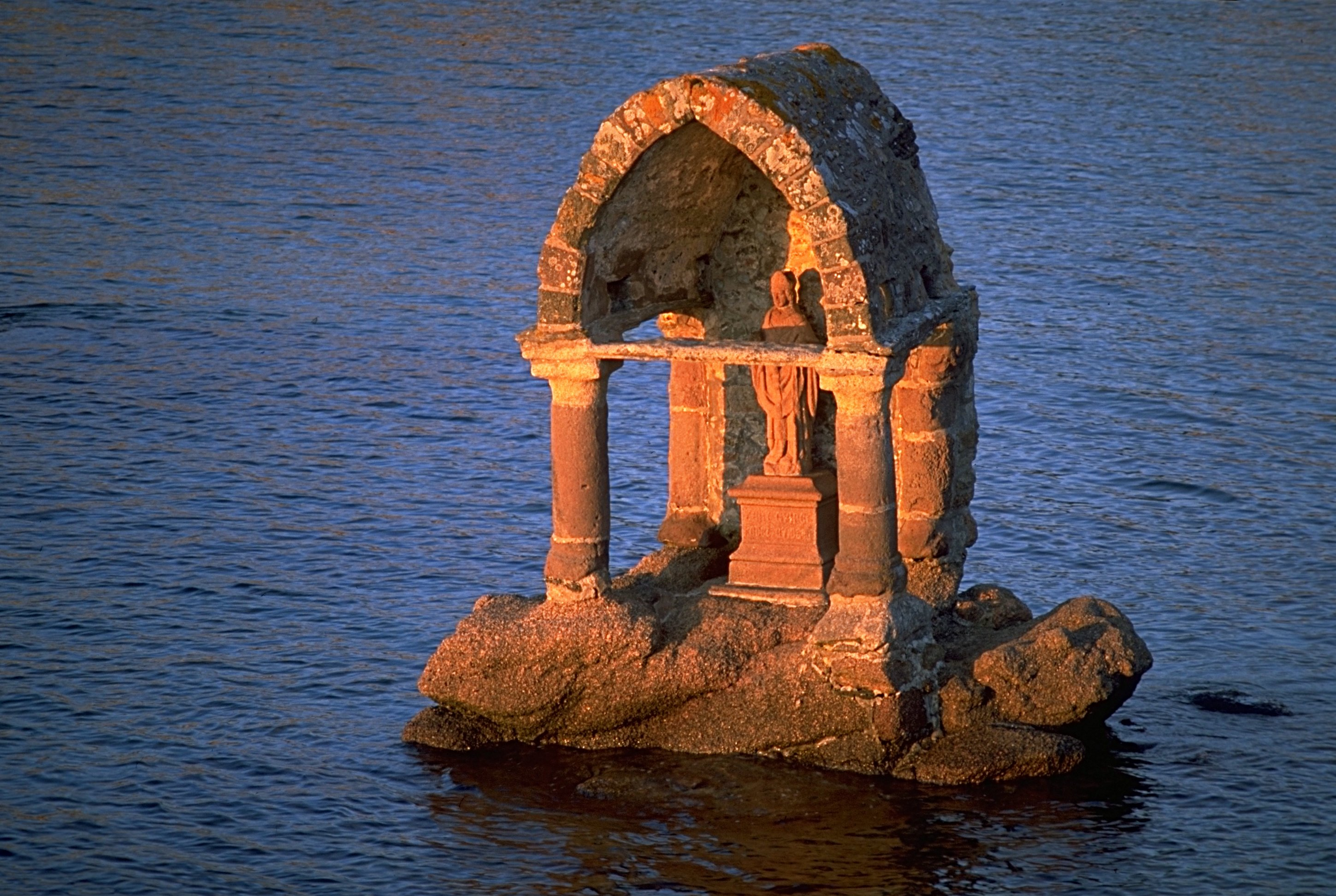
Oratorium St-Guirec

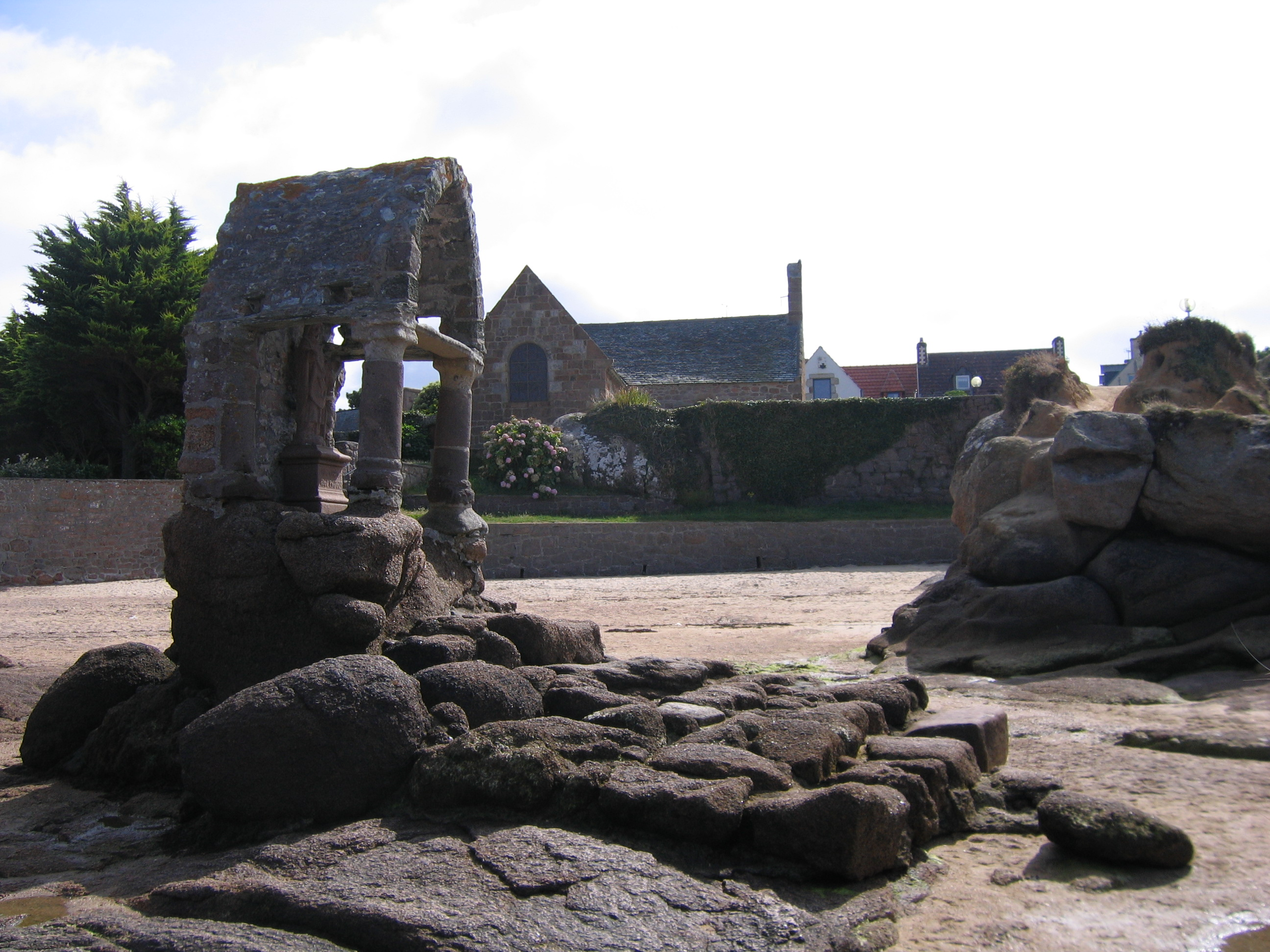
Das Oratorium mit der Kapelle St-Guirec im Hintergrund

Das Oratorium St-Guirec (französisch Oratoire de Saint-Guirec) ist ein mittelalterliches Bethaus in Ploumanac’h, einem Ortsteil von Perros-Guirec im Département Côtes-d’Armor  in der Bretagne. Das Bethaus befindet sich auf einem dem Strand vorgelagerten Felsen und kann bei Niedrigwasser zu Fuß erreicht werden. Es ist seit 1903 als Monument historique klassifiziert.

## Geschichte
Die Entstehung des Bethauses, das dem bretonischen Lokalheiligen Guirec, einem Gefährten des heiligen Bischofs Tugdual gewidmet ist, ist nicht sicher datiert. Eine frühe Datierung sieht die Entstehung bereits im 11. Jahrhundert, die französische Denkmälerverwaltung setzt als Zeitraum der Erbauung erst die erste Hälfte des 13. Jahrhunderts an. Dazu passt, dass das Bauwerk Merkmale des Übergangsstils von der Romanik zur Gotik aufweist. Das kleine Gotteshaus besitzt eine gotische Spitztonne als Überdachung, die von vier romanischen Säulen getragen wird. Es ist zu drei Seiten hin offen, nur die Rückseite ist geschlossen.
Die Statue des Heiligen im Inneren des Bethauses wird in das 14. Jahrhundert datiert. Sie wurde im Jahr 1904 in die gegenüberliegende Kapelle St-Guirec überführt und durch eine Kopie ersetzt. Arme und Gesicht der Statue wurden 1934 Ziel von Vandalismus und nicht wieder hergerichtet.